# 一峯斎馬円

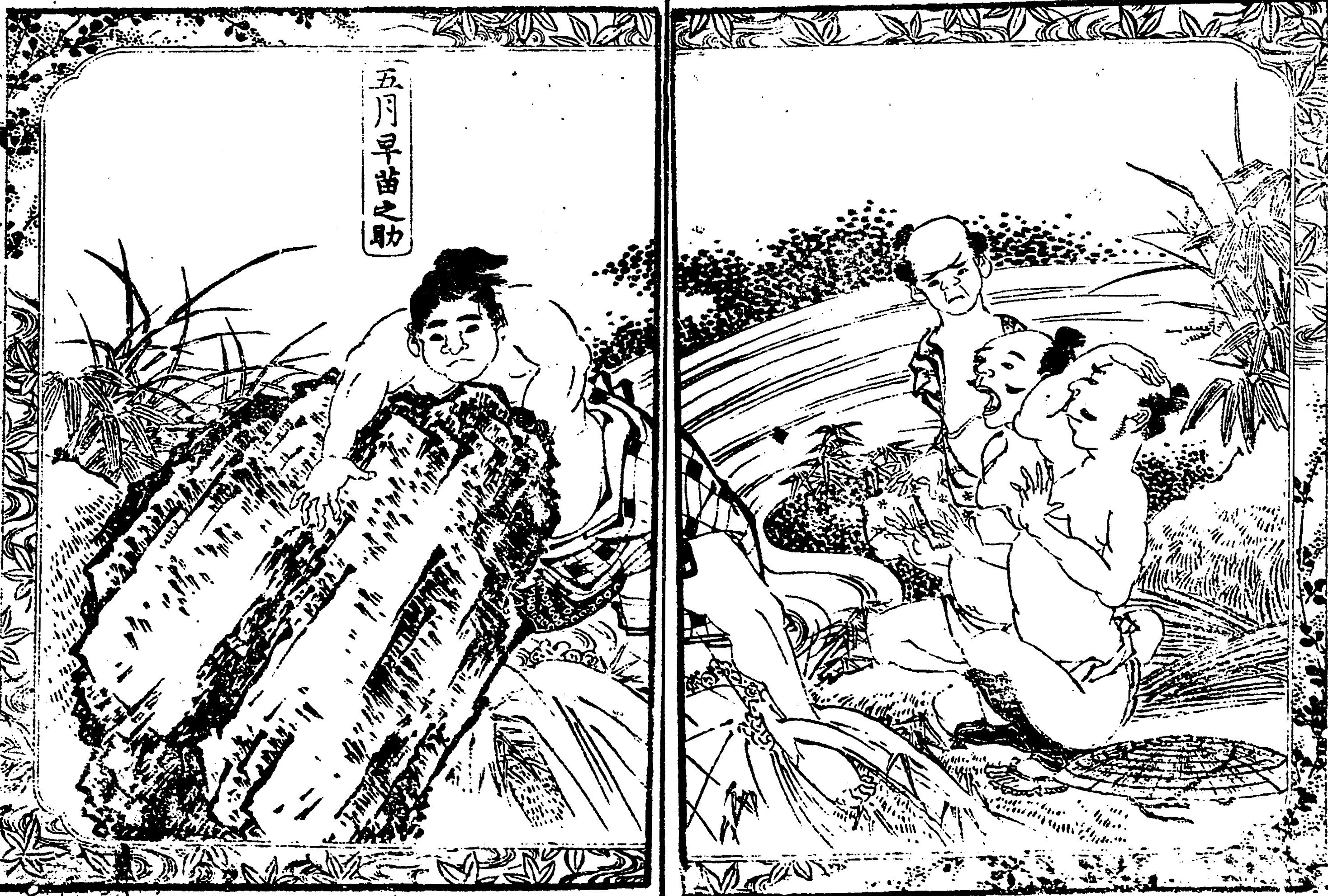
「五月早苗之助」　栗杖亭鬼卵著、一峰齋馬圓画『勇婦全傳繪本更科草紙三編』巻之一。国立国会図書館蔵。

一峯斎 馬円（いっぽうさい ばえん、生没年不詳）とは、江戸時代の浮世絵師。

## 来歴
葛飾北斎の門人。姓は大岡、俗称は由平、のちに藤二。はじめ馬達と号したが馬円と改め、また一峯斎とも号した。もとは江戸の人で後に大坂に移り住み、公儀絵図引の大岡喜藤治の養子となり、亀山町後藤家屋敷に住む。作画期は寛政から文化の頃にかけてで、主に読本の挿絵を多く描く。他に地図も残す。『浮世絵師伝』は没年について文化7年（1810年）またはその翌年の文化8年の頃としている。

## 作品
- 『絵本更科草紙』　※読本、栗杖亭鬼卵作。文化8年（1811年） - 文政4年（1821年）刊行
- 『鑓権左累襂』　※読本、五実軒奈々美津ほか作。文化13年（1816年）刊行